# Louis Leroy
Pour les articles homonymes, voir Leroy et Louis Leroy (homonymie).
Pour l’article ayant un titre homophone, voir Louis Le Roy.
Louis Joseph Leroy, né le 11 juillet 1812 à Paris et mort le 30 juillet 1885 à Paris 7e, est un journaliste, auteur dramatique, peintre de genre et graveur français, connu surtout pour avoir inventé le terme impressionniste pour se moquer des peintres de ce mouvement.

## Carrière
Journaliste et critique d'art, il collabore au Journal amusant, au Charivari et au Gaulois pendant trente ans. Parallèlement, il écrit des pièces enjouées et populaires, telles que Le Chemin retrouvé et Le Hashisch, et compose deux pièces en collaboration avec Eugène Labiche, Il est de la police et Brûlons Voltaire !. Il peint aussi des paysages et réalise de nombreuses gravures pour illustrer ses articles. Entre 1835 et 1861, il expose régulièrement au Salon.
Louis Leroy est le créateur du terme impressionniste, qu’il utilisa dans un article paru dans Le Charivari, le 25 avril 1874, où il se montra très critique envers le tableau Impression, soleil levant de Claude Monet, exposé en 1874 : « Impression, j’en étais sûr. Je me disais aussi, puisque je suis impressionné, il doit y avoir de l’impression là-dedans… Et quelle liberté, quelle aisance dans la facture ! Le papier peint à l’état embryonnaire est encore plus fait que cette marine-là ! ». Il avait déjà vertement critiqué Le Matador d'Édouard Manet en 1864.

## Œuvres
Théâtre
- La Conquête de ma femme, comédie en 3 actes et en prose, Paris, Théâtre de l'Odéon, 4 avril 1854
- Les Relais, comédie en 4 actes et en prose, Paris, Théâtre de l'Odéon, 24 décembre 1863
- Les Plumes du paon, comédie en 4 actes, en prose, Paris, Théâtre de l'Odéon, 1er septembre 1864
- Le Chemin retrouvé, comédie en 4 actes, avec François-Joseph Regnier, Paris, Théâtre du Gymnase, 1er mai 1868
- Les Mousquetaires de Bougival, comédie en 1 acte et en prose, Paris, Théâtre du Gymnase, 5 octobre 1869
- Les Reflets, comédie en 3 actes, avec Alfred Delacour, Paris, Théâtre du Gymnase, 26 septembre 1871
- Il est de la police, comédie en 1 acte, avec Eugène Labiche, Paris, Théâtre du Palais-Royal, 7 mai 1872
- Le Cousin Jacques, comédie en 3 actes et en prose, Paris, Théâtre du Gymnase, 19 juin 1872
- Le Haschisch, comédie en 1 acte et en prose, Paris, Théâtre de l'Odéon, 3 octobre 1873
- Brûlons Voltaire ! comédie en 1 acte, avec Eugène Labiche, Paris, Théâtre du Gymnase, 7 mars 1874
- La Chute, pièce en 4 actes, Paris, Théâtre du Gymnase, 6 juillet 1874
- Le Modèle, comédie en 1 acte, tirée d'une nouvelle d'Alphonse Daudet, Paris, Théâtre du Palais-Royal, 15 mai 1876
- Lauriane, comédie en 3 actes, Paris, Théâtre du Gymnase, 15 juillet 1879
- Les Trois Bougies, comédie en 1 acte, avec Henri Bocage, Paris, Théâtre du Vaudeville, 12 novembre 1879

Varia
- Artistes et Rapins, coll. « Physionomies parisiennes », 1868
- Les Pensionnaires du Louvre, dessins de Paul Renouard, 1880
- Les Tréteaux parisiens, scènes de ville et de théâtre, 1881
- Le Monde amusant, 1882